# ネコのおと リレーノベル・ラブバージョン
『ネコのおと リレーノベル・ラブバージョン』は、新井輝、築地俊彦、水城正太郎、師走トオル、田代裕彦、吉田茄矢、あざの耕平による、リレー小説形式で書かれたライトノベル。表紙は駒都えーじ、イラストはさっち、駒都えーじ、しのざきあきら、緋呂河とも、若月さな、深山和香、村崎久都。富士見ミステリー文庫（富士見書房）より、2006年12月15日に刊行された。

## 概要
2005年10月23日に秋葉原で行われた「秋葉原エンタまつり2005」において、富士見ミステリー文庫の作家陣が読者と共に、「めちゃ売れ企画」を時間内に考えるというイベントが催された。その結果考え出されたのが、イベントに招かれた「豪華作家陣」によるリレー小説という企画で、本書はその結果生まれた作品という体裁で書かれている。
物語は当初、執筆者それぞれが自分の作品に登場するキャラクターを登場させられるパラレルワールドとして用意された「富士見須学園」を舞台とするクロスオーバー作品として開始されるが、やがてリレー小説を執筆する作家自身が作中に登場して怪異に巻き込まれる展開となり、リレー小説そのものを巡って虚実が入り混じるメタフィクションとして展開していく。
本書カバーなどに書かれた作品紹介では、「世紀の奇書、あるいは富士ミスが生んだ奇跡」と銘打たれるなど、執筆陣の豪華さや、二転三転する奇抜な展開をアピールする紹介が行われている。

## あらすじ
富士見須学園の生徒である絹川健一は、クラスメイトの鷹木幸司から日直の当番と共に「クラスのみんなのための学級日誌」と題されたノートを回される。ノートには、自分以外の誰かのために何らかの出来事を書いて次の人に回さなければならない、といった幾つかのルールと共に、ルールを守れない者は死ぬという警告が書かれていた。不可解な体験を通じ、ノートには書かれたことが現実化する不思議な力が備わっていることを知った健一は、その扱いに困った末、ルールに従いクラスメイトの神代凜にネコ耳を生やすことにする。
それから後、入院したライトノベル作家仲間の見舞い帰りの飲食店で、「ネコノート（仮）」と仮称されるリレー小説の構想を語っていた水城正太郎、新井輝、師走トオル、あざの耕平らリレー小説作家陣は突然、自分の頭の上にふさふさしたネコ耳が忽然と生えている事実に気がつく。やがて自分たちがリレー小説の世界にいることを自覚した作家たちは、それぞれ不安を抱えたまま自宅への帰路につくが、リレー小説の執筆担当が回ってきた作家たちは一人、また一人と、自らが執筆するライトノベルに登場するキャラクターの手に掛かって殺害されていく。生き残った吉田茄矢と師走トオルは、死んだ作家から預かった原稿やキャラクターの助力を借り、「クラスのみんなのための学級日誌」＝「ネコノート（仮）」を利用して作家陣の皆殺しを企てていた黒幕と対決する。

## 登場人物
本作はメタフィクションの体裁を取っており、リレー小説の執筆を担当する作家やその関連人物が数多く登場するが、以下の内容はあくまで本作に登場したフィクションの登場人物の解説であり実在の人物や団体とは一切無関係である。また富士見書房のライトノベル作品に登場するキャラクターが多数登場するものの、元のキャラクターとは設定が異なっており、パラレルワールドのキャラクターであると説明される場合もある。
絹川健一（きぬがわ けんいち）
新井輝の作品『ROOM NO.1301』の主人公。富士見須学園の1年生。
鷹木幸司が使用した「学級日誌」のせいで、学園の先輩である桑畑綾（同じく『ROOM NO.1301』の登場人物）と体の関係を持つ。何かを書いて回さなければ自分が死ぬという「学級日誌」の扱いに困り、もう一人の日直として指名されていた鍵原ツバメに相談を持ちかける。
鷹木幸司（たかぎ こうじ）
絹川健一のクラスメイト。物語の冒頭で絹川健一に「学級日誌」を回した人物。
彼の正体は物語の終盤で明かされる。
鍵原ツバメ（かぎはら つばめ）
新井輝の作品『ROOM NO.1301』の登場人物。クラスメイトである絹川健一から相談を持ちかけられた末、「クラスの皆が萌えて喜ぶ」という安易な考えから神城凜にネコ耳を生やすことにし、彼女に「学級日誌」を回す。
神城凜（かみしろ りん）
築地俊彦の作品『まぶらほ』の登場人物。富士見須学園の1年生。クラスメイトの鍵原ツバメが使用した「学級日誌」によってネコ耳を生やされ、恥辱のあまり真剣に悩む。
相談に乗る態度を装いつつ自分を陰で嘲笑した式森和樹（同じく『まぶらほ』の主人公）、および作者の築地俊彦を日本刀で斬殺する。
「学級日誌」には式森和樹の助言に従って「クラス中の人間にネコ耳が生える」という文を書こうとしていたことが描写されるが、実際に何を書いたのかは曖昧なままとなっている。
水城正太郎（みずき しょうたろう）
リレー小説第3話の執筆者。他の作家たちと共に鈴木大輔の入院を見舞った帰りの飲食店で、新井輝、師走トオル、あざの耕平と共にリレー小説「ネコノート（仮）」の内容について語り合っている最中、自分の頭の上にネコ耳が生えていることに気がつき、自分たちがリレー小説の世界にいることを自覚する。
他の作家と別れた後、自分の作品の登場人物である聖麻衣子と遭遇、成り行きで関係を持つが、キャトルミューティレーションに遭遇し宇宙人に解剖されて死亡する。
風見周（かざみ めぐる）
リレー小説執筆者たちの作家仲間。リレー小説の完成を楽しみにしつつも、執筆に参加することは拒んでいた。親しい友人である鈴木大輔の入院見舞いに作家仲間らを誘い、その帰りで水城正太郎らと共に頭にネコ耳が生える怪異に居合わせるが、リレー小説の執筆者たちと違って自分が小説の世界にいることを自覚しておらず、ネコ耳についても以前からあったものとして受け入れている。
自分の作品『殺×愛 -きるらぶ-』に登場する美少女キャラクターと腕を組みながら夜の街に消える。
聖麻衣子（ひじり まいこ）
水城正太郎の作品『東京タブロイド』の登場人物。水城正太郎の脳内から抜け出てきたような容姿と声の持ち主で、水城正太郎を「生みの親」と呼んでいる。ただし『東京タブロイド』の聖麻衣子とは年齢や性格に差異があり、作者である水城正太郎は違和感を抱いていた。「学級日誌」を使用し、スランプに悩んでいた水城正太郎に今生の別れを告げた後、日誌を次の人物に回した。
師走トオル（しわす とおる）
リレー小説第4話の執筆者。
水城正太郎を殺害したという身に覚えのない容疑をかけられた上、いい加減な裁判で冤罪の死刑判決を受けてしまい、「学級日誌」を使って田代裕彦に解決を求める。
物語終盤で再登場、処刑を受ける前に刑務所を脱獄して吉田茄矢の危機に駆けつけ、殺害されたあざの耕平に代わって物部景（あざの耕平の作品『Dクラッカーズ』の主人公）と望月ジロー（同じく『BLACK BLOOD BROTHERS』の主人公）から託された青いウィンドブレイカー、元気のでる錠剤、血液パックを使い、事件の黒幕を相手に超人的な戦いを繰り広げる。
山鹿善行（やましか ぜんこう）
師走トオルの作品『タクティカル・ジャッジメント』の主人公。「学級日誌」のルールの抜け道を利用して、自分の作者である師走トオルの弁護を担当する役割を請け負うことに成功し、その見返りとして「ヒロインとの仲を進展させる」ことを要求するが、要求を拒まれたために弁護を放棄する。
田代裕彦（たしろ ひろひこ）
リレー小説第5話の執筆者。
第4話までのリレー小説「ネコノート（仮）」の原稿と「学級日誌」を同時に入手し、その記述に矛盾を見出す。それらの情報を整理し、矛盾を鍵として筋道を見出すが、自分の作品の登場人物であるナヴィの策略にかかって「学級日誌」の内容を履行することができず、急性心不全で死亡する。「学級日誌」に記したダイイング・メッセージでホンダ・ヒロユキに助けを求めた。
ナヴィ
田代裕彦の作品『キリサキ』の登場人物。記述の矛盾を設定の不備ではないかと疑う田代裕彦を諌めて助言を与え、学級日誌に何を書けばよいのかという結論へと導く。しかしその本当の目的は、「田代裕彦というキャラクター」を「田代裕彦をキャラクターとして創造した田代裕彦」の身代わりとして見殺しにすることであった。
ホンダ・ヒロユキ
吉田茄矢の作品『BAD×BUDDY』の主人公。田代裕彦殺害事件の国際捜査協力のためにアメリカ合衆国から来日した元FBI捜査官。
当初は英語しか話せなかったが、作者である吉田茄矢が作中で設定を変更したことによって日本語を解するようになる。「学級日誌」に書かれた田代裕彦の遺言に従い、作者の吉田茄矢と共に真相を追う。
吉田茄矢（よしだ かや）
リレー小説第6話の執筆者。ネコ耳メイド服のドジっ娘美少女眼鏡っ子。
リレー小説「ネコノート（仮）」の執筆に関わった他の作家が、執筆した小説の内容そのままに次々と変死したり死刑判決を受けたりしていること気がつき、ホンダ・ヒロユキの助けを得て他の作家たちに相談を持ちかけようとするが時既に遅く、自分が最後の一人となってしまう。
その後孤立しヴィスコ・レッティー（自分の作品『BAD×BUDDY』の登場人物）に殺されかけるが、刑務所を脱獄してきた師走トオルに窮地を救われる。そして師走トオルと共に黒幕と対峙し、その正体と真意を知ることとなる。
築地俊彦（つきじ としひこ）
リレー小説第2話の執筆者。作者に対して恨みを抱いていた神城凜によって斬殺される。
新井輝（あらい てる）
リレー小説第1話の執筆者。「学級日誌」の基本的なルール部分を執筆した人物。
最初にリレー原稿を書き上げ涼しい顔でいたが、自分が作中世界にいることに気がついた際には、メタフィクションは読者に受けないからと困惑を示した。後に黒幕の手にかかり、バナナの皮で足を滑らせ死亡する。
あざの耕平（あざの こうへい）
リレー小説最終話を担当する予定であった執筆者。善意で応援に行ったつもりの「秋葉原エンタまつり」でリレー小説の執筆を押し付けられ、自分の作品『BLACK BLOOD BROTHERS』のアニメ化で多忙な中執筆の準備を進めていたが、自分の担当が回ってくる前に黒幕の手に掛かり殺害される。
師走トオルの裁判に証人として出席した際には被告に不利な証言をしていたが、殺害される直前の電話ではそのことを間違いであったと悔いて謝罪していたとされる。
編集長（へんしゅうちょう）
リレー小説巻末の解説を執筆する富士見ミステリー文庫の編集長。
作中では、富士見ミステリー文庫の読者は本格的なミステリーを求めていないという持論を持ち、「LOVE寄せ」で勝負することに執着する人物として描かれている。

## 書誌情報
新井輝、築地俊彦、水城正太郎、師走トオル、田代裕彦、吉田茄矢、あざの耕平（共著）、富士見書房〈富士見ミステリー文庫〉、全1冊
- 『ネコのおと リレーノベル・ラブバージョン』、2006年12月15日発行（2006年12月9日発売[1]）、ISBN 4-8291-6380-1